# 扎米什夫卡河

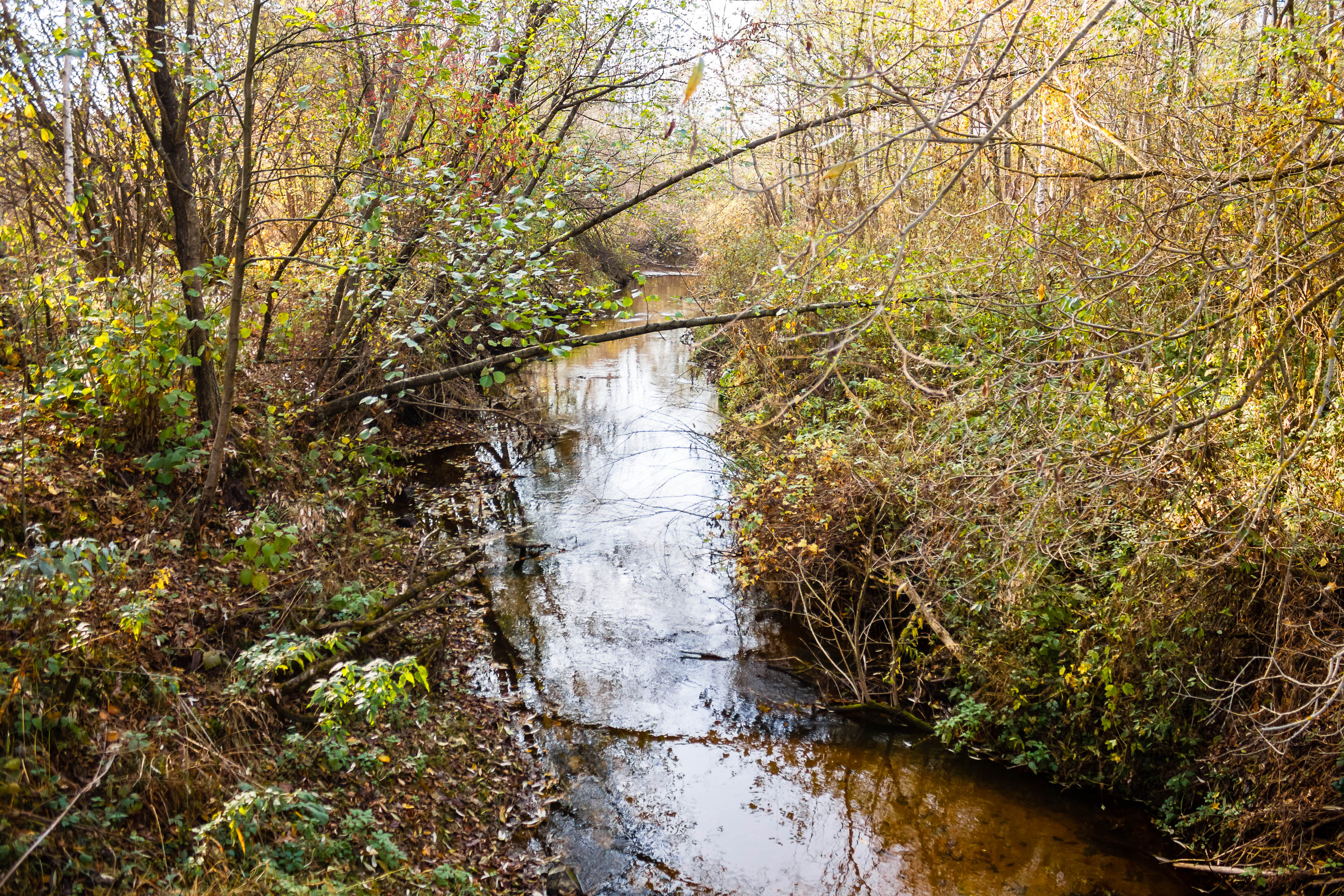

扎米什夫卡河（烏克蘭語：Замишівка），是烏克蘭的河流，位於該國西北部，屬於塔爾塔奇卡河的右支流，發源自澤列尼杜布西北面，流經羅夫諾州，河道全長21公里，流域面積198平方公里。